# Tango (attractie)
De Tango is een attractietype voor kermissen dat werd ontwikkeld door de Nederlandse attractiebouwer KMG.

## Beschrijving
De bouw van de Tango vertoont als basis gelijkenissen met een Enterprise. Hij bestaat uit een centrale arm waaraan gondels bevestigd zijn. Bij aanvang ligt de arm horizontaal en wanneer de attractie gaat draaien wordt deze arm verticaal geplaatst. De Tango heeft echter nog twee extra mogelijke draaibewegingen.
In tegenstelling tot de Enterprise, zijn de gondels bij de Tango aan een kruis met drie armen bevestigd die ronddraaien rond de hoofdarm. Bijzonder is dat de bezoekers in de 'zitjes' in een soort rechtstaande houding worden gehouden, om de illusie te wekken dat de passagier aan het vliegen is. Ook de open structuur van de zitjes is hierbij typerend.

## Werking
Eerst wordt de arm onder een hoek van 45 graden met de grond gebracht. Daarna gaat het kruis met de drie armen met gondels rond de hoofdarm draaien, zoals bij de Enterprise.
Daarbovenop echter kunnen deze drie zijarmen ook om hun eigen as draaien, waardoor de bezoeker behoorlijk wat inversies maakt. Hierna wordt de arm volledig verticaal gezet, waarna deze arm zelf ook nog rond zijn eigen as kan beginnen draaien.